# Няйсманья
Няйсманья (устар. Няисманья или Няис-Мань-Я) — река в России, протекает по территории Берёзовского района Ханты-Мансийского автономного округа. Устье реки находится в 109 км по правому берегу Няйса. Длина реки — 44 км. В 23 км от устья впадает правый приток Ятъя.

## Данные водного реестра
По данным государственного водного реестра России, относится к Нижнеобскому бассейновому округу, водохозяйственный участок реки — Северная Сосьва, речной подбассейн реки — Северная Сосьва. Речной бассейн реки — Нижняя Обь от впадения Иртыша.
Код водного объекта в государственном водном реестре — 15020200112115300023874.